# New York Public Library
La New York Public Library (NYPL) è la terza più grande biblioteca dell'America del Nord. È gestita privatamente, da una associazione senza scopo di lucro con una missione pubblica, che opera sia con finanziamenti pubblici che privati.
Lo storico David McCullough ha descritto la New York Public Library come una delle cinque più importanti biblioteche degli Stati Uniti, insieme alla Biblioteca del Congresso, la Boston Public Library, e le biblioteche universitarie di Harvard e di Yale.

## Storia
La Biblioteca pubblica di New York ha filiali nei quartieri di Manhattan, Bronx e di Staten Island. Secondo l'associazione American Library, le filiali sono comprese fra le ventisei biblioteche più grandi degli Stati Uniti. Gli altri due quartieri di New York, Brooklyn e Queens, sono serviti rispettivamente dalla Biblioteca pubblica di Brooklyn e dalla Biblioteca pubblica di Queens. Queste biblioteche sono entrambe anteriori al consolidamento di New York del 1898.
Attualmente, la Biblioteca pubblica di New York consiste di 87 biblioteche: quattro specializzate da cui non è possibile prendere libri in prestito, quattro principali che prestano i volumi, una biblioteca per i non vedenti e diversamente abili, e 77 biblioteche suddivise nelle filiali degli altri quartieri. Al 2008, la biblioteca conteneva 44.160.825 articoli (libri, videocassette, mappe, ecc.) dei quali 15.985.192 sono libri. Le filiali invece contengono 7.565.579 articoli dei quali 4.416.812 sono libri. In totale, la collezione conta oltre cinquanta milioni di articoli con oltre venti milioni di libri, un numero superato soltanto dalla biblioteca del Congresso e dalla British Library.
Dal 2016 sono state rese disponibili per la consultazione 180.000 documenti tra mappe, manifesti, manoscritti, spartiti, disegni, fotografie, lettere, testi antichi messi a disposizione del pubblico in versione digitale.